# Palmicultor bambusum
Palmicultor bambusum är en insektsart som beskrevs av Tang 1992. Palmicultor bambusum ingår i släktet Palmicultor och familjen ullsköldlöss. Inga underarter finns listade i Catalogue of Life.